# Cream
A Cream az 1960-as évek egyik legfontosabb brit rockegyüttese volt, melyben Ginger Baker dobos, Jack Bruce basszusgitáros és Eric Clapton gitáros játszott. A szakirodalom az első power triónak és supergroupnak tartja az együttest. A Cream hangzását a blues, a popzene és a pszichedelikus rock sajátos ötvözése jellemezte. Az együttes zenéje Clapton bluesos gitározására, Bruce erőteljes énekhangjára és dinamikus basszusjátékára, valamint Baker dzsesszes dobolására épült. Világszerte több mint 35 millió albumot adtak el. 1968-as Wheels of Fire című albumuk a világon elsőként kapott platinalemez minősítést.
A Cream dalai között voltak régi blues feldolgozások (például a Crossroads és a Spoonful), modern bluesdalok (Born Under a Bad Sign) és más, egyedi hangzású szerzemények (Strange Brew, Tales of Brave Ulysses, Toad). A Cream legnagyobb slágerei az I Feel Free, a Sunshine of Your Love, a White Room, a Crossroads és a Badge dalok voltak.
A Jimi Hendrix Experience-szel együtt a Cream komoly hatást gyakorolt az 1960-as évek könnyűzenéjére: kemény hangzása és a három zenész technikai tudása olyan együttesekre gyakorolt hatást, mint a Led Zeppelin, a Deep Purple és a The Jeff Beck Group. Az együttes koncertjei hatással voltak a progresszív rock fejlődésére és a jam bandekre is, például a The Allman Brothers Bandre, a Rushra, a Grateful Deadre és a Phishre, de olyan heavy metalt játszó együttesekre is, mint a Black Sabbath. Bár a Cream stúdiófelvételei kiállták az idő próbáját, mégis inkább élő fellépései bizonyultak úttörő jellegűnek. A jammelést a korábbinál magasabb színvonalon művelték, gyakran 20 percig is játszottak egy-egy számot, megszakítás nélkül.
A VH1 100 Greatest Artists of Hard Rock listáján a Cream a 16. helyen szerepel.

## Az együttes története

### A megalakulás (1966)
A Cream először 1966. július 17-én adott koncertet. Eric Clapton azelőtt már két sikeres együttesben, a The Yardbirdsben és a John Mayall & the Bluesbreakersben is játszott, országos hírnevet szerezve. Virtuóz és nyers stílusa nyomán az islingtoni metróállomás falára valaki a „Clapton az Isten” (Clapton is God) graffitit írta fel. Ám Clapton túl szigorúnak tartotta Mayallt, ezért új együttest akart alapítani.
A gitáros 1966-ban találkozott Bakerrel, aki akkor a Graham Bond Organization vezetője volt. Valamikor Jack Bruce is tagja volt az együttesnek, basszusgitáron, szájharmonikán és zongorán játszott. Baker ugyancsak szűknek érezte a GBO kereteit, elege volt Bond kábítószerfüggőségéből és labilis idegállapotából. Clapton így emlékezett vissza: „Mindig is kedveltem Gingert. Egyszer eljött megnézni egy fellépésemet John Mayallal. A buli után a saját Roverével vitt vissza Londonba. Nagyon tetszett az autója és ahogy vezetett. Azt mondta, hogy új együttest akar alapítani, és én is pont azon gondolkodtam.” Mindketten lenyűgözőnek találták egymás stílusát, ezért Baker felajánlotta Claptonnak, hogy csatlakozzon új, még név nélküli formációjához. Clapton azonnal igent mondott, csak azt a feltételt kötötte ki, hogy Jack Bruce legyen az együttes basszusgitárosa.
Clapton akkor ismerte meg Bruce-t, amikor az 1966 márciusában egy ideig a Bluesbreakers tagja volt. Ebben az időben az egyszeri lemezfelvételre alakult Powerhouse nevű supergroupban is együtt zenéltek. Énekesi és zenészi tehetsége miatt Clapton állandó munkakapcsolatot akart kialakítani Bruce-szal.
Clapton azonban nem tudott Baker és Bruce korábbi összetűzéseiről a GBO-ban. Bár kitűnő dzsessz-zenészek voltak és tisztelték egymás tehetségét, az együttes túl szűknek bizonyult kettejük számára. Viharos kapcsolatukhoz hozzátartozott a színpadi verekedés és egymás hangszereinek tönkretétele. Miután Baker kirúgta Bruce-t, az továbbra is eljárt a GBO koncertjeire – egészen addig, amíg Baker meg nem fenyegette, hogy leszúrja.
Ennek ellenére sikerült rendezni kapcsolatukat az új együttes érdekében, amit Baker olyannak képzelt el, ahol minden tag részt vesz a zeneszerzésben és a szövegírásban. Az együttes neve Cream lett, mivel Baker, Bruce és Clapton már akkor a brit dzsessz és blues „krémjének” számított. Mielőtt a Cream mellett döntöttek volna, az egyik lehetséges név a Sweet 'n' Sour Rock 'n' Roll (Édes-Savanyú Rock 'n' Roll) volt. Hármójuk közül Angliában Clapton volt a leghíresebb, de Amerikában sem volt ismeretlen. Még azelőtt otthagyta a Yardbirdsöt, hogy a For Your Love című dal bekerült az amerikai Top 10-be (a dalban Clapton gitározott).
Nem sokkal megalakulása után a Cream meghívást kapott az 1966 júliusában megrendezett Windsori Jazz & Blues Fesztiválra. Mivel kevés saját szerzeményük volt, ismert bluesdalok feldolgozásait játszották, megnyerve a közönség és a kritikusok bizalmát. Októberben egy ismeretlen fiatal amerikai gitáros, Jimi Hendrix volt egyik koncertjük vendége. Hendrix megszállott Clapton-rajongó volt, és mindenáron szeretett volna vele játszani. Hendrixet menedzsere, az Animals korábbi basszusgitárosa, Chas Chandler mutatta be az együttesnek.
Ebben az időben döntöttek amellett, hogy Bruce legyen a Cream énekese. Clapton szégyenlős volt énekhangja miatt, leginkább csak vokálozott Bruce mellett, bár idővel több dalt egyedül énekelt (ilyen a Four Until Late, a Strange Brew, a Crossroads és a Badge).

### Fresh Cream(1966)
1966. december 9-én jelent meg az együttes bemutatkozó albuma, a Fresh Cream (UK #6, US #39). Az album fele olyan klasszikus bluesok feldolgozásából állt, mint amilyen a Spoonful (Willie Dixon), a Cat's Squirrel, a Four Until Late (Robert Johnson), a Rollin' and Tumblin' (Muddy Waters) és az I'm So Glad (Skip James). A többi dal (társ)szerzője Bruce vagy Baker volt. Az album brit és amerikai kiadása nem egyezett: a brit kiadáson rajta volt a Spoonful, viszont az I Feel Free-t lehagyták róla, mert azt kislemezen már korábban kiadták. Az amerikai kiadáson a helyzet pont a fordított volt, a Spoonful helyett az I Feel Free-t tették fel az albumra. Az albumot Baker Toad című szerzeménye zárja, ami az egyik legkorábbi dobszóló a rockzene történetében. A Fresh Cream 2003-ban a Rolling Stone magazin Minden idők 500 legjobb albumának listáján a 101. helyre került.
Az ebből az időszakból származó kalózfelvételek arról tanúskodnak, hogy a Cream ekkor még nem fejlesztette ki egyedülálló, improvizatív stílusát. Az együttes még sokkal „feszesebben” játszott, több dalt adott elő, melyek viszonylag rövidek voltak, hosszuk alig haladta meg az öt percet. Szűk két hónappal később azonban a koncerteken játszott dalok listája lerövidült, a dalok pedig sokkal hosszabbak lettek.

### Disraeli Gears(1967)
A Cream először 1967 márciusában utazott az Amerikai Egyesült Államokba, kilenc fellépésre a New York-i RKO Theaterben. Legközelebb második albumuk, a Disraeli Gears (UK #5, US #4) felvételére tértek vissza 1967. május 11–15. között. A munka az Atlantic Studiosban zajlott, Tom Dowd hangmérnök és Felix Pappalardi producer segítségével. Az 1967 novemberében megjelent Disraeli Gearst a Cream meghatározó albumának tartják, mert sikeresen ötvözte a brit pszichedelikus rockot az amerikai blues-zal. Ez volt az együttes első albuma, melyen a tagok saját szerzeményei voltak többségben – a tizenegy dal közül csak három volt feldolgozás. A Strange Brew és a Tales of Brave Ulysses mellett ezen hallható a Sunshine of Your Love, a Cream legismertebb dala is.
Bár az album az együttes egyik legjobb munkája, a koncerteken mégis kevés dalt játszottak róla. A Sunshine of Your Love és a Tales of Brave Ulysses a koncertek állandó darabja volt, de a többi, popos hangzású dal helyett 1967 közepétől a hosszabb, bluesos jameket részesítették előnyben. Jack Bruce azt mondta, hogy gyakran muszáj volt akár 20 percig is jammelniük, különben a közönség visszakérte volna a jegyek árát. Ezeket a jameket leginkább a Spoonful, az N.S.U. és a Sweet Wine című dalokba iktatták be, a Sunshine of Your Love, a Tales of Brave Ulysses és a Crossroads hossza azonban sosem érte el a 10 percet.
A Disraeli Gears említett két dalán kívül csak a We’re Going Wrong szerepelt többször is a koncerteken. A 2005-ös újraegyesülési koncerten is csak három dal, a Sunshine of Your Love, a We’re Going Wrong és az Outside Woman Blues hangzott el az albumról. Az album 2003-ban a Rolling Stone magazin Minden idők 500 legjobb albumának listáján a 112. helyre került.

### Wheels of Fire(1968)
1968-ban jelent meg a Cream harmadik albuma, a dupla Wheels of Fire (UK #3, US #1), mely az amerikai listák élére került. Az albumon az együttes kissé eltávolodott a bluesos gyökerektől egy félig-meddig progresszív hangzás irányába, amit különleges ütemek és nagyzenekari hangszerek használata jellemzett. Ennek ellenére a koncertek egyik kedvelt bluesát, a Sitting on Top of the Worldöt is felvették az albumra. A Wheels of Fire nyitódala, a White Room a Sunshine of Your Love mellett az együttes másik nagy slágere lett, ami ma is gyakran hallható a rádióban. A Politician című dalt akkor írták, mikor a BBC-nél arra vártak, hogy egy tévéműsorban léphessenek fel. Clapton egy interjúban azt állította, hogy Albert King Born Under a Bad Sign című dalát Kinggel közös kiadójuk kérésére vették fel.
A második albumon négy koncertfelvétel szerepel, melyek közül hármat a Winterland Ballroomban, egyet pedig a The Fillmore-ban vettek fel. Eric Clapton gitárszólója a Crossroads (eredetije a Cross Road Blues, Robert Johnson műve) című dalban több szavazáson került minden idők 20 legjobb gitárszólója közé. Az együttes hivatalosan megjelent felvételei közül a Spoonful ezen változata a leghosszabb, majdnem 17 perces. Az albumot záró Toad sokak szerint az egyik legjobb élő dobszóló a rock történetében.
Az album felvételei – többszöri megszakítással – 1967 júliusától 1968 júniusáig tartottak. 1968 közepére a három zenésznek elege lett az együttesből, saját karrierjükre akartak koncentrálni. 2006-ban Baker így nyilatkozott a Music Mart magazinnak: „Ahhoz a ponthoz értünk, amikor Eric azt mondta nekem: 'Elegem van ebből', és én is ugyanúgy éreztem. Nem bírtam tovább. A Cream utolsó éve haldoklás volt. A hallásom maradandóan károsodott, a koncertek hangereje miatt még ma sem hallok rendesen. Pedig a dolog nem úgy kezdődött. 1966-ban minden óriási volt. Valóban gyönyörű zenei élményt jelentett, de a dolgok egyre inkább elhülyültek.” A folyamatos turnézás Bruce és Baker egyébként sem felhőtlen viszonyát is próbára tette, az állandó „békefenntartó” szerepe Claptonra hárult.
Ugyancsak 1968-ban jelent meg Bob Dylan korábbi kísérőzenekara, a The Band bemutatkozó albuma, a Music from Big Pink. Az együttes letisztult, egyszerű hangzása lenyűgözte Claptont, emellett frissítőleg hatott 1967 füstölős-pszichedelikus atmoszférájához képest. Clapton azért is akart váltani, mert Jon Landau a Rolling Stone magazinban „a bluesklisék mesteré”-nek nevezte.
A Cream búcsúturnéján szinte már csak a Wheels of Fire dalai hangzottak el, például a White Room, a Politician, a Crossroads, a Spoonful, a Deserted Cities of the Heart és a Passing the Time (a Toad helyett). A Passing the Time és a Deserted Cities of the Heart helyett viszont hamarosan a Toad és a Sitting on Top of the World került a koncertek műsorába.

### Goodbye(1968–1969)
A Cream amerikai „búcsúturnéja” 1968. október 4-étől november 4-éig tartott, melynek során 19 helyszínen 22 koncertet adtak. Az együttes utolsó amerikai fellépése a providence-i Rhode Island Auditoriumban volt. A zenészeket sikerült meggyőzni egy utolsó album felvételéről. A Goodbye (UK #1, US #2) azonban már csak 1969-ben, az együttes feloszlása után jelent meg. Eleinte a Wheels of Fire-höz hasonló dupla albumot terveztek stúdió- és koncertfelvételekkel, végül azonban csak egy szimpla album kiadása mellett döntöttek. Első oldalán három, a Los Angeles-i Forumban, 1968. október 19-én felvett dal szerepelt, második oldalán pedig egy-egy új dal az együttes tagjaitól. Ezek közül Clapton Badge című dala a leghíresebb, amit George Harrisonnal, a Beatles gitárosával írt (a felvételen Harrison ritmusgitáron is játszott).
1968. november 26-án a Cream két búcsúkoncertet adott a londoni Royal Albert Hallban. A fellépéseket a BBC egy tervezett dokumentumfilmhez fel is vette: Cream’s Farewell Concert. Mindkét előadás teltházas volt és nagyobb közönséget vonzott, mint bármely más korábbi Cream-koncert; az együttes teljesítményét viszont sokan átlagon alulinak tartották. Baker így emlékezett a koncertekre: „Nem volt jó buli… A Cream jobb volt annál… Tudtuk, hogy vége volt. Tudtuk, hogy csak be kellett fejeznünk.” A Cream koncertjei egyébként is rosszabbak lettek. A Cream: Classic Artists című dokumentumfilmben Baker is egyetértett azzal, hogy az együttes egyre rosszabbul játszott.
A Cream előzenekara a Taste (Rory Gallagherrel) és az újonnan alakult Yes volt.

## BBM
A BBM rövid életű szupergrup volt. 1994-ben alakult, tagjai Jack Bruce, Ginger Baker és Gary Moore ír rock- és bluesgitáros voltak.